# Tour de Ski 2017/2018
De Tour de Ski 2017/2018 (officieel: Viessmann FIS Tour de Ski performance by Le Gruyere AOP) begon op 30 december 2017 in Lenzerheide en eindigde op 7 januari 2018 in Val di Fiemme. Deze Tour de Ski maakte deel uit van de wereldbeker langlaufen 2017/2018. De Zwitser Dario Cologna bij de mannen en de Noorse Heidi Weng bij de vrouwen schreven deze Tour de Ski op hun naam.

## Etappeschema
| Datum      | Plaats        | Etappe                        | Mannen                   | Vrouwen                  |
| ---------- | ------------- | ----------------------------- | ------------------------ | ------------------------ |
| 30/12/2017 | Lenzerheide   | Sprint                        | 1,5 km (vrije stijl)     | 1,5 km (vrije stijl)     |
| 31/12/2017 | Lenzerheide   | Intervalstart                 | 15 km (klassieke stijl)  | 10 km (klassieke stijl)  |
| 01/01/2018 | Lenzerheide   | Achtervolging (handicapstart) | 15 km (vrije stijl)      | 10 km (vrije stijl)      |
| 03/01/2018 | Oberstdorf    | Sprint                        | 1,5 km (klassieke stijl) | 1,2 km (klassieke stijl) |
| 04/01/2018 | Oberstdorf    | Massastart                    | 15 km (vrije stijl)      | 10 km (vrije stijl)      |
| 06/01/2018 | Val di Fiemme | Massastart                    | 15 km (klassieke stijl)  | 10 km (klassieke stijl)  |
| 07/01/2018 | Val di Fiemme | Achtervolging (handicapstart) | 9 km (vrije stijl)       | 9 km (vrije stijl)       |

## Wereldbekerpunten
De beste dertig van de Tour de Ski ontvangen viermaal het aantal wereldbekerpunten dat zij zouden ontvangen voor dezelfde positie tijdens een reguliere wereldbekerwedstrijd, De winnaar ontvangt 400 punten, de nummer twee 320 enzovoort. Voor een etappezege ontvangt de winnaar de helft van de punten ten opzichte van winst in een reguliere wedstrijd, voor plaats twee tot en met dertig geldt een andere verdeling dan 50% procent van de wereldbekerpunten.
| Plaats     | 1   | 2   | 3   | 4   | 5   | 6   | 7   | 8   | 9   | 10  | 11 | 12 | 13 | 14 | 15 | 16 | 17 | 18 | 19 | 20 | 21 | 22 | 23 | 24 | 25 | 26 | 27 | 28 | 29 | 30 |
| ---------- | --- | --- | --- | --- | --- | --- | --- | --- | --- | --- | -- | -- | -- | -- | -- | -- | -- | -- | -- | -- | -- | -- | -- | -- | -- | -- | -- | -- | -- | -- |
| Klassement | 400 | 320 | 240 | 200 | 180 | 160 | 144 | 128 | 116 | 104 | 96 | 88 | 80 | 72 | 64 | 60 | 56 | 52 | 48 | 44 | 40 | 36 | 32 | 28 | 24 | 20 | 16 | 12 | 8  | 4  |
| Etappes    | 50  | 46  | 43  | 40  | 37  | 34  | 32  | 30  | 28  | 26  | 24 | 22 | 20 | 18 | 16 | 15 | 14 | 13 | 12 | 11 | 10 | 9  | 8  | 7  | 6  | 5  | 4  | 3  | 2  | 1  |

## Klassementen

### Algemeen klassement
| Mannen | Mannen                 | Mannen | Mannen    |
| #      | Naam                   | Land   | Tijd      |
| ------ | ---------------------- | ------ | --------- |
| 1      | Dario Cologna          | SUI    | 2:49.29,8 |
| 2      | Martin Johnsrud Sundby | NOR    | + 1.26,5  |
| 3      | Alex Harvey            | CAN    | + 1.30,6  |
| 4      | Aleksej Poltoranin     | KAZ    | + 1.41,7  |
| 5      | Hans Christer Holund   | NOR    | + 2.17,8  |
| 6      | Aleksandr Bolsjoenov   | RUS    | + 3.09,7  |
| 7      | Jean-Marc Gaillard     | FRA    | + 3.16,7  |
| 8      | Daniel Rickardsson     | SWE    | + 3.20,8  |
| 9      | Aleksej Tsjervotkin    | RUS    | + 3.33.5  |
| 10     | Andrej Larkov          | RUS    | + 3.37,8  |

| Vrouwen | Vrouwen                  | Vrouwen | Vrouwen   |
| #       | Naam                     | Land    | Tijd      |
| ------- | ------------------------ | ------- | --------- |
| 1       | Heidi Weng               | NOR     | 2:20.56,5 |
| 2       | Ingvild Flugstad Østberg | NOR     | + 48,5    |
| 3       | Jessica Diggins          | USA     | + 2.23,2  |
| 4       | Krista Pärmäkoski        | FIN     | + 2.57,7  |
| 5       | Teresa Stadlober         | AUT     | + 3.09,4  |
| 6       | Kerttu Niskanen          | FIN     | + 4.17,0  |
| 7       | Anastasia Sedova         | RUS     | + 4.49,6  |
| 8       | Natalie von Siebenthal   | SUI     | + 4.56,1  |
| 9       | Sadie Bjornsen           | USA     | + 6.15,0  |
| 10      | Stefanie Böhler          | GER     | + 6.41,1  |

### Sprintklassement
| Mannen | Mannen                 | Mannen | Mannen |
| #      | Naam                   | Land   | Tijd   |
| ------ | ---------------------- | ------ | ------ |
| 1      | Dario Cologna          | SUI    | 85 s   |
| 2      | Aleksandr Bolsjoenov   | RUS    | 59 s   |
| 3      | Alex Harvey            | CAN    | 55 s   |
| 4      | Aleksej Poltoranin     | KAZ    | 47 s   |
| 5      | Martin Johnsrud Sundby | NOR    | 38 s   |
| 6      | Emil Iversen           | NOR    | 37 s   |
| 7      | Andrew Musgrave        | GBR    | 28 s   |
| 8      | Andrej Larkov          | RUS    | 24 s   |
| 9      | Didrik Tønseth         | NOR    | 10 s   |
| 10     | Maurice Manificat      | FRA    | 9 s    |

| Vrouwen | Vrouwen                  | Vrouwen | Vrouwen |
| #       | Naam                     | Land    | Tijd    |
| ------- | ------------------------ | ------- | ------- |
| 1       | Ingvild Flugstad Østberg | NOR     | 93 s    |
| 2       | Heidi Weng               | NOR     | 90 s    |
| 3       | Jessica Diggins          | USA     | 73 s    |
| 4       | Krista Pärmäkoski        | FIN     | 68 s    |
| 5       | Natalja Neprjajeva       | RUS     | 47 s    |
| 6       | Sadie Bjornsen           | USA     | 15 s    |
| 7       | Kerttu Niskanen          | FIN     | 12 s    |
| 8       | Teresa Stadlober         | AUT     | 11 s    |
| 9       | Aino-Kaisa Saarinen      | FIN     | 10 s    |
| 10      | Nadine Fähndrich         | SUI     | 10 s    |

## Etappes

### Etappe 1
| Mannen | Mannen               | Mannen | Mannen |
| #      | Naam                 | Land   |        |
| ------ | -------------------- | ------ | ------ |
| 1      | Sergej Oestjoegov    | RUS    |        |
| 2      | Federico Pellegrino  | ITA    |        |
| 3      | Lucas Chanavat       | FRA    |        |
| 4      | Ristomatti Hakola    | FIN    |        |
| 5      | Finn Hågen Krogh     | NOR    |        |
| 6      | Richard Jouve        | FRA    |        |
| 7      | Alex Harvey          | CAN    |        |
| 8      | Jovian Hediger       | SUI    |        |
| 9      | Aleksandr Bolsjoenov | RUS    |        |
| 10     | Andrew Young         | GBR    |        |

| Vrouwen | Vrouwen                  | Vrouwen | Vrouwen |
| #       | Naam                     | Land    |         |
| ------- | ------------------------ | ------- | ------- |
| 1       | Laurien van der Graaff   | SUI     |         |
| 2       | Sophie Caldwell          | USA     |         |
| 3       | Maiken Caspersen Falla   | NOR     |         |
| 4       | Natalja Neprjajeva       | RUS     |         |
| 5       | Jessica Diggins          | USA     |         |
| 6       | Sandra Ringwald          | GER     |         |
| 7       | Heidi Weng               | NOR     |         |
| 8       | Krista Pärmäkoski        | FIN     |         |
| 9       | Ingvild Flugstad Østberg | NOR     |         |
| 10      | Hanna Kolb               | GER     |         |

### Etappe 2
| Mannen | Mannen                 | Mannen | Mannen  |
| #      | Naam                   | Land   | Tijd    |
| ------ | ---------------------- | ------ | ------- |
| 1      | Dario Cologna          | SUI    | 35.29,5 |
| 2      | Aleksej Poltoranin     | KAZ    | + 0,6   |
| 3      | Martin Johnsrud Sundby | NOR    | + 13,1  |
| 4      | Aleksandr Bolsjoenov   | RUS    | + 14,0  |
| 5      | Aleksej Tsjervotkin    | RUS    | + 16,2  |
| 6      | Hans Christer Holund   | NOR    | + 21,2  |
| 7      | Iivo Niskanen          | FIN    | + 22,9  |
| 8      | Francesco De Fabiani   | ITA    | + 27,2  |
| 9      | Didrik Tønseth         | NOR    | + 32,0  |
| 10     | Sergej Oestjoegov      | RUS    | + 37,1  |

| Vrouwen | Vrouwen                  | Vrouwen | Vrouwen  |
| #       | Naam                     | Land    | Tijd     |
| ------- | ------------------------ | ------- | -------- |
| 1       | Ingvild Flugstad Østberg | NOR     | 26.59,4  |
| 2       | Heidi Weng               | NOR     | + 25,7   |
| 3       | Sadie Bjornsen           | USA     | + 42,2   |
| 4       | Kerttu Niskanen          | FIN     | + 48,9   |
| 5       | Anna Haag                | SWE     | + 52,6   |
| 6       | Nicole Fessel            | GER     | + 58,2   |
| 7       | Jessica Diggins          | USA     | + 1.04,4 |
| 8       | Natalie von Siebenthal   | SUI     | + 1.08,3 |
| 9       | Stefanie Böhler          | GER     | + 1.08,8 |
| 10      | Anamarija Lampič         | SLO     | + 1.10,9 |

### Etappe 3
| Mannen | Mannen                 | Mannen | Mannen   |
| #      | Naam                   | Land   | Tijd     |
| ------ | ---------------------- | ------ | -------- |
| 1      | Dario Cologna          | SUI    | 34.56,6  |
| 2      | Sergej Oestjoegov      | RUS    | + 17,6   |
| 3      | Aleksandr Bolsjoenov   | RUS    | + 45,5   |
| 4      | Alex Harvey            | CAN    | + 46,8   |
| 5      | Aleksej Poltoranin     | KAZ    | + 47,1   |
| 6      | Martin Johnsrud Sundby | NOR    | + 48,1   |
| 7      | Hans Christer Holund   | NOR    | + 48,2   |
| 8      | Aleksej Tsjervotkin    | RUS    | + 49,9   |
| 9      | Iivo Niskanen          | FIN    | + 51,5   |
| 10     | Marcus Hellner         | SWE    | + 1.21,7 |

| Vrouwen | Vrouwen                  | Vrouwen | Vrouwen  |
| #       | Naam                     | Land    | Tijd     |
| ------- | ------------------------ | ------- | -------- |
| 1       | Ingvild Flugstad Østberg | NOR     | 26.48,1  |
| 2       | Heidi Weng               | NOR     | + 27,8   |
| 3       | Jessica Diggins          | USA     | + 1.16,9 |
| 4       | Krista Pärmäkoski        | FIN     | + 1.45,9 |
| 5       | Sadie Bjornsen           | USA     | + 1.46,2 |
| 6       | Kerttu Niskanen          | FIN     | + 1.46,6 |
| 7       | Astrid Jacobsen          | NOR     | + 1.59,9 |
| 8       | Nicole Fessel            | GER     | + 2.00,3 |
| 9       | Petra Nováková           | CZE     | + 2.01,0 |
| 10      | Sandra Ringwald          | GER     | + 2.11,3 |

### Etappe 4
De vierde etappe werd vanwege slecht weer afgelast.

### Etappe 5
| Mannen | Mannen                 | Mannen | Mannen  |
| #      | Naam                   | Land   | Tijd    |
| ------ | ---------------------- | ------ | ------- |
| 1      | Emil Iversen           | NOR    | 29.49,8 |
| 2      | Sindre Bjørnestad Skar | NOR    | + 0,4   |
| 3      | Francesco De Fabiani   | ITA    | + 0,9   |
| 4      | Dario Cologna          | SUI    | + 3,7   |
| 5      | Alex Harvey            | CAN    | + 4,0   |
| 6      | Andrew Musgrave        | GBR    | + 4,0   |
| 7      | Finn Hågen Krogh       | NOR    | + 4,0   |
| 8      | Martin Johnsrud Sundby | NOR    | + 4,2   |
| 9      | Thomas Bing            | GER    | + 4,9   |
| 10     | Maurice Manificat      | FRA    | + 5,2   |

| Vrouwen | Vrouwen                  | Vrouwen | Vrouwen |
| #       | Naam                     | Land    | Tijd    |
| ------- | ------------------------ | ------- | ------- |
| 1       | Ingvild Flugstad Østberg | NOR     | 23.16,5 |
| 2       | Maiken Caspersen Falla   | NOR     | + 1,9   |
| 3       | Krista Pärmäkoski        | FIN     | + 3,2   |
| 4       | Natalie von Siebenthal   | SUI     | + 4,1   |
| 5       | Maria Nordström          | SWE     | + 4,4   |
| 6       | Nicole Fessel            | GER     | + 5,5   |
| 7       | Teresa Stadlober         | AUT     | + 5,8   |
| 8       | Anne Kjersti Kalvå       | NOR     | + 6,5   |
| 9       | Anastasia Sedova         | RUS     | + 6,7   |
| 10      | Emma Wikén               | SWE     | + 7,1   |

### Etappe 6
| Mannen | Mannen               | Mannen | Mannen  |
| #      | Naam                 | Land   | Tijd    |
| ------ | -------------------- | ------ | ------- |
| 1      | Aleksej Poltoranin   | KAZ    | 38.40,3 |
| 2      | Andrej Larkov        | RUS    | + 0,4   |
| 3      | Alex Harvey          | CAN    | + 0,9   |
| 4      | Dario Cologna        | SUI    | + 2,3   |
| 5      | Aleksandr Bolsjoenov | RUS    | + 15,0  |
| 6      | Daniel Rickardsson   | SWE    | + 20,2  |
| 7      | Francesco De Fabiani | ITA    | + 23,1  |
| 8      | Hans Christer Holund | NOR    | + 26,4  |
| 9      | Didrik Tønseth       | NOR    | + 27,0  |
| 10     | Niklas Dyrhaug       | NOR    | + 28,6  |

| Vrouwen | Vrouwen                  | Vrouwen | Vrouwen  |
| #       | Naam                     | Land    | Tijd     |
| ------- | ------------------------ | ------- | -------- |
| 1       | Heidi Weng               | NOR     | 29.07,9  |
| 2       | Krista Pärmäkoski        | FIN     | + 7,6    |
| 3       | Teresa Stadlober         | AUT     | + 8,6    |
| 4       | Jessica Diggins          | USA     | + 23,6   |
| 5       | Ingvild Flugstad Østberg | NOR     | + 35,2   |
| 6       | Kerttu Niskanen          | FIN     | + 45,4   |
| 7       | Anastasia Sedova         | RUS     | + 46,1   |
| 8       | Natalja Neprjajeva       | RUS     | + 59,9   |
| 9       | Natalie von Siebenthal   | SUI     | + 1.01,0 |
| 10      | Sadie Bjornsen           | USA     | + 1.11,3 |

### Etappe 7
| Mannen | Mannen                 | Mannen | Mannen  |
| #      | Naam                   | Land   | Tijd    |
| ------ | ---------------------- | ------ | ------- |
| 1      | Martin Johnsrud Sundby | NOR    | 28.36,4 |
| 2      | Maurice Manificat      | FRA    | + 12,8  |
| 3      | Denis Spitsov          | RUS    | + 14,3  |
| 4      | Dario Cologna          | SUI    | + 15,7  |
| 5      | Hans Christer Holund   | NOR    | + 20,6  |
| 6      | Alex Harvey            | CAN    | + 23,6  |
| 7      | Didrik Tønseth         | NOR    | + 26,9  |
| 8      | Jean-Marc Gaillard     | FRA    | + 32,4  |
| 9      | Lucas Bögl             | GER    | + 40,8  |
| 10     | Aleksej Vitsenko       | RUS    | + 41,5  |

| Vrouwen | Vrouwen                  | Vrouwen | Vrouwen  |
| #       | Naam                     | Land    | Tijd     |
| ------- | ------------------------ | ------- | -------- |
| 1       | Heidi Weng               | NOR     | 32.11,5  |
| 2       | Teresa Stadlober         | AUT     | + 41,3   |
| 3       | Jessica Diggins          | USA     | + 41,9   |
| 4       | Ingvild Flugstad Østberg | NOR     | + 50,3   |
| 5       | Elizabeth Stephen        | USA     | + 1.22,6 |
| 6       | Natalie von Siebenthal   | SUI     | + 1.23,5 |
| 7       | Krista Pärmäkoski        | FIN     | + 1.26,0 |
| 8       | Kerttu Niskanen          | FIN     | + 1.29,6 |
| 9       | Stefanie Böhler          | GER     | + 1.34,5 |
| 10      | Anastasia Sedova         | RUS     | + 1.36,3 |

## Klassementsleiders na elke etappe
| Etappe | Mannen              | Mannen            | Vrouwen                  | Vrouwen                  |
| Etappe | Algemeen klassement | Puntenklassement  | Algemeen klassement      | Puntenklassement         |
| ------ | ------------------- | ----------------- | ------------------------ | ------------------------ |
| 1      | Sergej Oestjoegov   | Sergej Oestjoegov | Laurien van der Graaff   | Laurien van der Graaff   |
| 2      | Sergej Oestjoegov   | Sergej Oestjoegov | Ingvild Flugstad Østberg | Laurien van der Graaff   |
| 3      | Dario Cologna       | Sergej Oestjoegov | Ingvild Flugstad Østberg | Laurien van der Graaff   |
| 4      | Dario Cologna       | Sergej Oestjoegov | Ingvild Flugstad Østberg | Laurien van der Graaff   |
| 5      | Dario Cologna       | Sergej Oestjoegov | Ingvild Flugstad Østberg | Ingvild Flugstad Østberg |
| 6      | Dario Cologna       | Sergej Oestjoegov | Ingvild Flugstad Østberg | Ingvild Flugstad Østberg |
| 7      | Dario Cologna       | Dario Cologna     | Heidi Weng               | Ingvild Flugstad Østberg |